# Jairo Henríquez
Jairo Mauricio Henríquez Ferrufino (San Salvador, 31 agosto 1993) è un calciatore salvadoregno, centrocampista dei Colorado Springs Switchbacks e di  El Salvador.

## Carriera

### Nazionale
Ha partecipato ai Mondiali Under-20 del 2013.
Nel 2015 ha esordito in nazionale maggiore, e nel medesimo anno ha partecipato alla CONCACAF Gold Cup, manifestazione alla quale ha partecipato anche nel 2021.

## Statistiche

### Cronologia presenze e reti in nazionale
| Cronologia completa delle presenze e delle reti in nazionale ― El Salvador | Cronologia completa delle presenze e delle reti in nazionale ― El Salvador | Cronologia completa delle presenze e delle reti in nazionale ― El Salvador | Cronologia completa delle presenze e delle reti in nazionale ― El Salvador | Cronologia completa delle presenze e delle reti in nazionale ― El Salvador | Cronologia completa delle presenze e delle reti in nazionale ― El Salvador | Cronologia completa delle presenze e delle reti in nazionale ― El Salvador | Cronologia completa delle presenze e delle reti in nazionale ― El Salvador |
| Data                                                                       | Città                                                                      | In casa                                                                    | Risultato                                                                  | Ospiti                                                                     | Competizione                                                               | Reti                                                                       | Note                                                                       |
| -------------------------------------------------------------------------- | -------------------------------------------------------------------------- | -------------------------------------------------------------------------- | -------------------------------------------------------------------------- | -------------------------------------------------------------------------- | -------------------------------------------------------------------------- | -------------------------------------------------------------------------- | -------------------------------------------------------------------------- |
| 12-7-2015                                                                  | Houston                                                                    | Costa Rica                                                                 | 1 – 1                                                                      | El Salvador                                                                | Gold Cup 2015 - 1º turno                                                   | -                                                                          | 78’                                                                        |
| 25-3-2021                                                                  | San Salvador                                                               | El Salvador                                                                | 2 – 0                                                                      | Grenada                                                                    | Qual. Mondiali 2022                                                        | -                                                                          | 60’                                                                        |
| 5-6-2021                                                                   | Frederiksted                                                               | Isole Vergini Americane                                                    | 0 – 7                                                                      | El Salvador                                                                | Qual. Mondiali 2022                                                        | -                                                                          | 74’                                                                        |
| 8-6-2021                                                                   | San Salvador                                                               | El Salvador                                                                | 3 – 0                                                                      | Antigua e Barbuda                                                          | Qual. Mondiali 2022                                                        | -                                                                          | 81’                                                                        |
| 15-6-2021                                                                  | San Salvador                                                               | El Salvador                                                                | 2 – 0                                                                      | Saint Kitts e Nevis                                                        | Qual. Mondiali 2022                                                        | -                                                                          |                                                                            |
| 26-6-2021                                                                  | Los Angeles                                                                | El Salvador                                                                | 0 – 0                                                                      | Guatemala                                                                  | Amichevole                                                                 | -                                                                          | 58’                                                                        |
| 4-7-2021                                                                   | Pola                                                                       | Qatar                                                                      | 1 – 0                                                                      | Guatemala                                                                  | Amichevole                                                                 | -                                                                          | 21’ 62’                                                                    |
| 11-7-2021                                                                  | Frisco                                                                     | El Salvador                                                                | 2 – 0                                                                      | Guatemala                                                                  | Gold Cup 2021 - 1º turno                                                   | -                                                                          | 90’                                                                        |
| 14-7-2021                                                                  | Frisco                                                                     | Trinidad e Tobago                                                          | 0 – 2                                                                      | El Salvador                                                                | Gold Cup 2021 - 1º turno                                                   | 1                                                                          | 69’                                                                        |
| 18-7-2021                                                                  | Dallas                                                                     | Messico                                                                    | 1 – 0                                                                      | El Salvador                                                                | Gold Cup 2021 - 1º turno                                                   | -                                                                          | 75’                                                                        |
| 24-7-2021                                                                  | Phoenix                                                                    | Qatar                                                                      | 3 – 2                                                                      | El Salvador                                                                | Gold Cup 2021 - Quarti di finale                                           | -                                                                          | 65’                                                                        |
| 21-8-2021                                                                  | Carson                                                                     | El Salvador                                                                | 0 – 0                                                                      | Costa Rica                                                                 | Amichevole                                                                 | -                                                                          | 71’                                                                        |
| 2-9-2021                                                                   | San Salvador                                                               | El Salvador                                                                | 0 – 0                                                                      | Stati Uniti                                                                | Qual. Mondiali 2022                                                        | -                                                                          | 74’                                                                        |
| 5-9-2021                                                                   | San Salvador                                                               | El Salvador                                                                | 0 – 0                                                                      | Honduras                                                                   | Qual. Mondiali 2022                                                        | -                                                                          | 90’                                                                        |
| 8-9-2021                                                                   | Toronto                                                                    | Canada                                                                     | 3 – 0                                                                      | El Salvador                                                                | Qual. Mondiali 2022                                                        | -                                                                          | 45’                                                                        |
| 24-9-2021                                                                  | Washington                                                                 | Guatemala                                                                  | 2 – 0                                                                      | El Salvador                                                                | Amichevole                                                                 | -                                                                          | 30’                                                                        |
| 7-10-2021                                                                  | San Salvador                                                               | El Salvador                                                                | 1 – 0                                                                      | Panama                                                                     | Qual. Mondiali 2022                                                        | -                                                                          |                                                                            |
| 10-10-2021                                                                 | San José                                                                   | Costa Rica                                                                 | 2 – 1                                                                      | El Salvador                                                                | Qual. Mondiali 2022                                                        | 1                                                                          | 45’                                                                        |
| 5-11-2021                                                                  | Washington                                                                 | El Salvador                                                                | 0 – 1                                                                      | Bolivia                                                                    | Amichevole                                                                 | -                                                                          | 64’                                                                        |
| 12-11-2021                                                                 | San Salvador                                                               | El Salvador                                                                | 1 – 1                                                                      | Giamaica                                                                   | Qual. Mondiali 2022                                                        | -                                                                          |                                                                            |
| 16-11-2021                                                                 | Panama                                                                     | Panama                                                                     | 2 – 1                                                                      | El Salvador                                                                | Qual. Mondiali 2022                                                        | 1                                                                          | 80’                                                                        |
| 4-12-2021                                                                  | Houston                                                                    | El Salvador                                                                | 1 – 1                                                                      | Ecuador                                                                    | Amichevole                                                                 | -                                                                          | 71’                                                                        |
| 11-12-2021                                                                 | Los Angeles                                                                | El Salvador                                                                | 0 – 1                                                                      | Cile                                                                       | Amichevole                                                                 | -                                                                          | Cap. 84’                                                                   |
| 27-1-2022                                                                  | Columbus                                                                   | Stati Uniti                                                                | 1 – 0                                                                      | El Salvador                                                                | Qual. Mondiali 2022                                                        | -                                                                          |                                                                            |
| 30-1-2022                                                                  | San Pedro Sula                                                             | Honduras                                                                   | 0 – 2                                                                      | El Salvador                                                                | Qual. Mondiali 2022                                                        | -                                                                          | 45’                                                                        |
| 2-2-2022                                                                   | San Salvador                                                               | El Salvador                                                                | 0 – 2                                                                      | Canada                                                                     | Qual. Mondiali 2022                                                        | -                                                                          | 68’                                                                        |
| 24-3-2022                                                                  | Kingston                                                                   | Giamaica                                                                   | 1 – 1                                                                      | El Salvador                                                                | Qual. Mondiali 2022                                                        | -                                                                          | 50’ 62’                                                                    |
| 27-3-2022                                                                  | San Salvador                                                               | El Salvador                                                                | 1 – 2                                                                      | Costa Rica                                                                 | Qual. Mondiali 2022                                                        | -                                                                          | 76’                                                                        |
| 30-3-2022                                                                  | Città del Messico                                                          | Messico                                                                    | 2 – 0                                                                      | El Salvador                                                                | Qual. Mondiali 2022                                                        | -                                                                          | 31’                                                                        |
| 24-4-2022                                                                  | San Jose                                                                   | El Salvador                                                                | 0 – 4                                                                      | Guatemala                                                                  | Amichevole                                                                 | -                                                                          |                                                                            |
| 1-5-2022                                                                   | Cary                                                                       | El Salvador                                                                | 3 – 2                                                                      | Panama                                                                     | Amichevole                                                                 | 1                                                                          |                                                                            |
| 4-6-2022                                                                   | San Salvador                                                               | El Salvador                                                                | 3 – 1                                                                      | Grenada                                                                    | Qual. Mondiali 2022                                                        | -                                                                          | 79’                                                                        |
| 14-6-2022                                                                  | San Salvador                                                               | El Salvador                                                                | 1 – 1                                                                      | Stati Uniti                                                                | Qual. Mondiali 2022                                                        | -                                                                          | 86’                                                                        |
| 27-9-2022                                                                  | Washington                                                                 | Perù                                                                       | 4 – 1                                                                      | El Salvador                                                                | Amichevole                                                                 | -                                                                          |                                                                            |
| 16-11-2022                                                                 | Managua                                                                    | Nicaragua                                                                  | 1 – 0                                                                      | El Salvador                                                                | Amichevole                                                                 | -                                                                          |                                                                            |
| 22-3-2023                                                                  | Los Angeles                                                                | Honduras                                                                   | 1 – 0                                                                      | El Salvador                                                                | Amichevole                                                                 | -                                                                          |                                                                            |
| 27-3-2023                                                                  | Orlando                                                                    | Stati Uniti                                                                | 1 – 0                                                                      | El Salvador                                                                | CONCACAF Nations League 2022-2023 - 1º turno                               | -                                                                          |                                                                            |
| 15-6-2023                                                                  | Toyota                                                                     | Giappone                                                                   | 6 – 0                                                                      | El Salvador                                                                | Amichevole                                                                 | -                                                                          | 50’ 67’                                                                    |
| 20-6-2023                                                                  | Daejeon                                                                    | Corea del Sud                                                              | 1 – 1                                                                      | El Salvador                                                                | Amichevole                                                                 | -                                                                          | 84’ 90’                                                                    |
| 26-6-2023                                                                  | Fort Lauderdale                                                            | El Salvador                                                                | 1 – 2                                                                      | Martinica                                                                  | Gold Cup 2023 - 1º turno                                                   | -                                                                          | 45’                                                                        |
| 30-6-2023                                                                  | Harrison                                                                   | El Salvador                                                                | 0 – 0                                                                      | Costa Rica                                                                 | Gold Cup 2023 - 1º turno                                                   | -                                                                          | 82’                                                                        |
| 4-7-2023                                                                   | Houston                                                                    | Panama                                                                     | 2 – 2                                                                      | El Salvador                                                                | Gold Cup 2023 - 1º turno                                                   | -                                                                          | 77’                                                                        |
| 20-3-2024                                                                  | Washington                                                                 | El Salvador                                                                | 1 – 1                                                                      | Bonaire                                                                    | Amichevole                                                                 | -                                                                          | 46’                                                                        |
| 22-3-2024                                                                  | Filadelfia                                                                 | Argentina                                                                  | 3 – 0                                                                      | El Salvador                                                                | Amichevole                                                                 | -                                                                          | 77’                                                                        |
| 26-3-2024                                                                  | Houston                                                                    | El Salvador                                                                | 1 – 1                                                                      | Honduras                                                                   | Amichevole                                                                 | -                                                                          | 72’                                                                        |
| 6-6-2024                                                                   | San Salvador                                                               | El Salvador                                                                | 0 – 0                                                                      | Porto Rico                                                                 | Qual. Mondiali 2026                                                        | -                                                                          | 46’ 76’                                                                    |
| 9-6-2024                                                                   | Paramaribo                                                                 | Saint Vincent e Grenadine                                                  | 1 – 3                                                                      | El Salvador                                                                | Qual. Mondiali 2026                                                        | 1                                                                          | 79’                                                                        |
| 5-9-2024                                                                   | Rincon                                                                     | Montserrat                                                                 | 1 – 4                                                                      | El Salvador                                                                | CONCACAF Nations League 2024-2025 - 1º turno                               | -                                                                          | 46’                                                                        |
| 8-9-2024                                                                   | Rincon                                                                     | Bonaire                                                                    | 1 – 2                                                                      | El Salvador                                                                | CONCACAF Nations League 2024-2025 - 1º turno                               | -                                                                          | 71’                                                                        |
| 10-10-2024                                                                 | Arnos Vale                                                                 | Saint Vincent e Grenadine                                                  | 2 – 3                                                                      | El Salvador                                                                | CONCACAF Nations League 2023-2024 - 1º turno                               | -                                                                          | 46’                                                                        |
| 13-10-2024                                                                 | Arnos Vale                                                                 | Martinica                                                                  | 1 – 0                                                                      | El Salvador                                                                | CONCACAF Nations League 2023-2024 - 1º turno                               | -                                                                          |                                                                            |
| 31-5-2025                                                                  | Chattanooga                                                                | El Salvador                                                                | 1 – 1                                                                      | Guatemala                                                                  | Amichevole                                                                 | -                                                                          | 46’                                                                        |
| 6-6-2025                                                                   | The Valley                                                                 | Anguilla                                                                   | 0 – 3                                                                      | El Salvador                                                                | Qual. Mondiali 2026                                                        | -                                                                          | 68’                                                                        |
| 10-6-2025                                                                  | San Salvador                                                               | El Salvador                                                                | 1 – 1                                                                      | Suriname                                                                   | Qual. Mondiali 2026                                                        | -                                                                          | 66’                                                                        |
| 17-6-2025                                                                  | San Jose                                                                   | Curaçao                                                                    | 0 – 0                                                                      | El Salvador                                                                | Gold Cup 2025 - 1° turno                                                   | -                                                                          |                                                                            |
| 21-6-2025                                                                  | Houston                                                                    | Honduras                                                                   | 2 – 0                                                                      | El Salvador                                                                | Gold Cup 2025 - 1° turno                                                   | -                                                                          | 77’                                                                        |
| 24-6-2025                                                                  | Houston                                                                    | Canada                                                                     | 2 – 0                                                                      | El Salvador                                                                | Gold Cup 2025 - 1º turno                                                   | -                                                                          | 45+9’                                                                      |
| Totale                                                                     |                                                                            | Presenze                                                                   | 57                                                                         |                                                                            | Reti                                                                       | 5                                                                          |                                                                            |

## Palmarès
- USL Championship: 1

Colorado Springs: 2024